# 溫厝角
溫厝角，是台灣雲林縣斗南鎮的一個傳統地域名稱，位於該鎮東南部。相較於今日行政區，其範圍大致包括將軍里東南半部、阿丹里東北部邊界地帶東段。

## 歷史
台灣清治末期至日治初期，溫厝角地區為一街庄，稱為「溫厝角庄」，隸屬於他里霧堡。該庄北與溝仔垻庄為鄰，東與庵古坑庄為鄰，南邊東段為蔴園庄，南邊西段及西邊為阿丹庄，西北邊為新庄。
1901年（日治明治三十四年）11月，全台廢縣廳改設二十廳，該庄隸屬於斗六廳。1903年（明治三十六年）6月，該庄編入「他里霧區」，隸屬於斗六廳。1909年（明治四十二年）10月，合併二十廳為十二廳，他里霧區改隸屬於嘉義廳。1920年（大正九年），全台地方制度大改正，廢十二廳改設五州二廳，該庄改制為「溫厝角」大字，隸屬於臺南州斗六郡斗南庄。1940年，斗南庄升格為斗南街。
戰後斗南街改制為斗南鎮，隸屬於臺南縣，大字亦改制為里。1950年10月，雲、嘉、南分治，斗南鎮改隸屬雲林縣。

## 聚落
本地區發展較早的聚落有竹圍、溫厝角（今德美）、竹頭角、新庄仔、猴悶溝（今溫厝角）等，在日治期初期的官方地圖上已有記載。此外，本地區尚有大松聚落。
今溫厝角聚落舊稱猴悶溝，早期是原住民洪雅族猴悶社社址，其後逐漸漢化。清治時期溫厝角聚落原位於竹頭角聚落東方約0.6公里處，因石牛溪氾濫改道，遷村至當時的猴悶溝，即現今之溫厝角聚落。

## 交通
省道台78線即「東西向快速公路－台西古坑線」，是雲林縣境內的東西向快速公路，大致以西微北—東微南走向經過溫厝角地區西北部凸出部分的北部。境內未設交流道，西側最近的是省道台1線交會處的斗南交流道，東側最近的是省道台3線交會處的古坑交流道。由此等向西可前往虎尾南部、土庫、元長北部、東勢、台西等地；向東可前往高厝林子頭的東側端點（古坑端）並止於國道3號古坑系統交流道。
省道台3線俗稱「內山公路」，是臺北至屏東的幹道，大致以北北西—南南東走向蜿蜒經過本地區東部邊界外不遠處。由該道路向北北西經省道台78線（東西向快速公路－台西古坑線）斗六交流道後轉北北東可前往斗六、林內、竹山、名間等地；向南南東可前往古坑西南部、梅山、竹崎、番路西部等地。
縣道158甲線（古坑路）是台西鄉崙子頂至竹山鎮桶頭的道路，大致以西北—東南走向由本地區西北部凸出部分的西側邊界入境後蜿蜓而行，穿越溫厝角聚落後轉東北東再轉東南東，於本地區北部邊界東側出境後再入境一小段路再度出境。由該道路向西北經省道台78線高架橋下後可前往斗南市區、土庫、褒忠、東勢北部、台西等地；向東南東經省道台3線路口可前往古坑、水碓東南端、高厝林子頭東南部、桶頭並止於其中部偏北的縣道149號路口。
縣道158乙線（永光路）是斗南鎮小東至古坑鄉永光的道路，大致以西北—東南走向轉西北微西—東南微東走向經過本地區西南部及南部邊界外不遠處。由該道路向西北可前往阿丹、舊社東部、斗南市區、小東並止於其西部邊界處的縣道158號路口；向東南微東可前往麻園並止於省道台3線路口。
鄉道雲189線是溫厝角至南勢的道路，其北側端點（起點）位於溫厝角聚落中央偏北。由此向西南西轉南南西蜿蜒而行，出聚落並出境後可前往阿丹、南勢並止於鄉道雲188線路口。
鄉道雲192線（無名道路、板橋路）是三光至頂柴裡的道路，其除起點一小段外，其餘路段多在本地區境內，其西南側端點（起點）位於本地區北部大松聚落東側的縣道158甲線路口。由此向北北東到達本地區北部邊界，也就是枋橋聚落（屬三光里）南側，轉東南東繞連續彎道轉東南東沿邊界而行，其後轉北北東出境可前往溝子垻地區東部的頂柴裡聚落並止於其東郊近邊界處並的省道台3線路口。
鄉道雲202線是下湳仔至古坑的道路，其西側端點（起點）位於本地區東部邊界北側的縣道158甲線路口。由此向南微西轉南南東沿邊界而行，其後轉東南東出境，可經崙子聚落轉東前往古坑市區並止於縣道154乙線路口。

## 學校
- 重光國小